# Lennart Forsén
Lennart Magnus Forsén, född 12 november 1959, är en svensk operasångare (bas).
Forsén studerade vid Operahögskolan i Stockholm och Kungliga Musikhögskolan i Stockholm och är anställd vid Kungliga Operan i Stockholm. Han debuterade på Operan 1986 som ärkebiskopen i Tjajkovskijs Jeanne D’arc. Till hans roller där hör bland andra kung Marke i Tristan och Isolde, Daland i Den flygande holländaren, kommendören i Don Giovanni, Sarastro i Trollflöjten, Sparafucile i Rigoletto och Basilio i Barberaren i Sevilla.
Andra scener där han också varit verksam är exempelvis Göteborgsoperan, Malmö Opera, Dalhalla, Folkoperan i Stockholm, Vadstena-Akademien, operorna i Leipzig, Düsseldorf och Duisburg, Helsingfors, Frankfurt och Hannover samt festspelen i Salzburg.
Forsén har medverkat som kommendören i filmatiseringen av Mozarts Don Juan (Don Giovanni) och som kung Marke i Naxos skivinspelning av Tristan och Isolde.